# Oblivion (achtbaan)
Oblivion is een achtbaan in het Engelse Alton Towers. Van 1998 tot 2004 was het de steilste achtbaan van Europa. De achtbaan verloor deze titel aan Typhoon in Bobbejaanland te België, die een hoek van 97 graden heeft.

## Algemene informatie
- Lengte: 372,5 m
- Hoogte: 19,8 m
- Daling: 54,9 m
- Inversies: 0
- Snelheid: 109,4 km/u
- Duur van de rit: 1:15 minuut
- Maximale verticale hoek: 87 graden
- Maximale g-kracht: 4,5
- Elementen: Een optakeling van 19,4 meter en een val van 54,9 meter in een tunnel.

## Treinen
Er zijn 7 treinen van elk 2 wagentjes, waarin 8 personen naast elkaar kunnen plaatsnemen.